# O Lume Minunată
O Lume Minunată este titlul celui de-al șaptelea album de studio al cântăreței Andreea Bălan. A fost lansat ca susținere în cadrul concertului „Povestea Sufletului Meu” de la Sala Palatului care a avut loc pe 16 octombrie.

## Lista pieselor
| No. | Numele piesei                              | Durata |
| --- | ------------------------------------------ | ------ |
| 1.  | O Lume Minunată                            | 3:26   |
| 2.  | Copilărie                                  | 2:40   |
| 3.  | O Viață și Un Minut                        | 3:49   |
| 4.  | Superîndrăgostiți (Remix)                  | 3:29   |
| 5.  | Ploaie De Vară                             | 3:23   |
| 6.  | Acum                                       | 2:45   |
| 7.  | Băieți Cu Inima În Blugi (feat. What's Up) | 2:55   |
| 8.  | Cu Inima Ta                                | 2:35   |
| 9.  | Superîndrăgostiți                          | 3:49   |
| 10. | Te Joci Cu Mine                            | 2:56   |
| 11. | Liberă Din Nou                             | 3:25   |
| 12. | Prinde-mă! Aprinde-mă!                     | 3:09   |
| 13. | Trippin'                                   | 3:41   |
| 14. | Like A Bunny                               | 2:56   |
| 15. | Oops! Eroare                               | 3:38   |
| 16. | Aparențe                                   | 2:42   |
| 17. | Evadez                                     | 2:52   |
| 18. | Iubi/Paradis                               | 3:34   |
| 19. | Baila/Zizi                                 | 3:56   |
| 20. | Baby Get Up And Dance                      | 4:52   |

1. ↑  Lixandru, Livia (20 august 2024). „Andreea Bălan va susține un concert la Sala Palatului, pe 16 octombrie. Suma investită de artistă nu este mică. „O să ne schimbăm de cel puțin 10 ori"”. Libertatea. Accesat în 29 septembrie 2024.